# Fun in Acapulco
Fun in Acapulco – dziewiętnasty studyjny album Elvisa Presleya, który jest jednocześnie ścieżką dźwiękową z filmu Zabawa w Acapulco. Wydany został 1 listopada 1963 r. przez RCA Records. Sesje nagraniowe odbyły się między 22 – 23 stycznia 1963 r. w studiu Radio Recorders w Hollywood oraz między 26 – 27 maja w RCA Studio B w Nashville. Na liście najlepszych popowych albumów magazynu Billboard płyta zajęła trzecie miejsce.

## Historia
Zabawa w Acapulco była trzecim filmem Elvisa rozgrywającym się w tropikach po Błękitnych Hawajach i Dziewczynach! Dziewczynach! Dziewczynach! a ponieważ jego akcja osadzona była w Meksyku, autorzy piosenek oparli swoje utwory o motywy latynoskie i nadali im odpowiednie tytuły (Marguerita, El Toro, You Can't Say No In Acapulco, The Bullfighter Was A Lady). Poza tym na płycie znalazła się też stara piosenka Pepe Guízara z lat 30. Guadalajara. Ponieważ wcześniejszy filmowy album Elvisa It Happened at the World’s Fair okazał się dość słaby, jego menedżer pułkownik Parker dopilnował, żeby tym razem piosenki stały na odpowiednio wysokim poziomie. Dodano też dwa dodatkowe utwory, Love Me Tonight i Slowly But Surely, dzięki czemu ogólna liczba piosenek wzrosła do trzynastu. W trakcie nagrywania ścieżki dźwiękowej postanowiono do akompaniujących muzyków włączyć Rudolpha Loera i Anthony’ego Terrana, którzy przygrywali na trąbkach. To sprawiło, że Elvis z większym entuzjazmem zaangażował się w pracę nad materiałem, czego zwykle nie robił przy nagrywaniu ścieżek dźwiękowych.
Miesiąc przed wydaniem albumu wydano singiel z piosenką Bossa Nova Baby, która na liście przebojów magazynu Billboard Hot 100 osiągnęła ósme miejsce.

## Muzycy
1. Elvis Presley – wokal
2. The Jordanaires – akompaniament
3. The Amigos – akompaniament
4. Anthony Terran, Rudolph Loera – trąbka
5. Scotty Moore, Barney Kessel – gitara elektryczna
6. Tiny Timbrell – gitara elektryczna, mandolina
7. Dudley Brooks – pianino
8. Ray Seigel – gitara basowa
9. Emil Radocchia – instrumenty perkusyjne
10. D.J. Fontana, Hal Blaine – perkusja

## Lista utworów

### Strona A
| Utwór | Data nagrania | Tytuł                                      | Autor                                  | Czas trwania |
| ----- | ------------- | ------------------------------------------ | -------------------------------------- | ------------ |
| 1.    | 23.01.1963    | Fun in Acapulco                            | Ben Weisman i Sid Wayne                | 2:30         |
| 2.    | 22.01.1963    | Vino, Dinero y Amor                        | Sid Tepper i Roy C. Bennett            | 1:55         |
| 3.    | 22.01.1963    | Mexico                                     | Sid Tepper i Roy C. Bennett            | 1:59         |
| 4.    | 23.01.1963    | El Toro                                    | Bill Giant, Bernie Baum, Florence Kaye | 2:42         |
| 5.    | 22.01.1963    | Marguerita                                 | Don Robertson                          | 2:42         |
| 6.    | 22.01.1963    | The Bullfighter Was a Lady                 | Sid Tepper i Roy C. Bennett            | 2:04         |
| 7.    | 23.01.1963    | There’s) No Room to Rhumba in a Sports Car | Fred Wise i Dick Manning               | 1:53         |

### Strona B
| Utwór | Data nagrania | Tytuł                          | Autor                                  | Czas trwania |
| ----- | ------------- | ------------------------------ | -------------------------------------- | ------------ |
| 1.    | 22.01.1963    | I Think I’m Gonna Like It Here | Don Robertson i Hal Blair              | 2:53         |
| 2.    | 22.01.1963    | Bossa Nova Baby                | Jerry Leiber i Mike Stoller            | 2:02         |
| 3.    | 23.01.1963    | You Can't Say No In Acapulco   | Sid Feller, Dolores Fuller, Lee Morris | 1:55         |
| 4.    | 23.01.1963    | Guadalajara                    | Pepe Guízar                            | 2:43         |
| 5.    | 26.05.1963    | Love Me Tonight                | Don Robertson                          | 2:00         |
| 6.    | 26.05.1963    | Slowly But Surely              | Ben Weisman i Sid Wayne                | 2:12         |